# Baltičke države
Baltičke države (est. Balti riigid ili Baltimaad; lat. Baltijas valstis; lit. Baltijos valstybės), također poznate kao Baltičke zemlje ili Baltičke republike, Pribaltik ili samo Baltik, geopolitički je i povijesni pojam kojim se označavaju tri države u sjeveroistočnoj Europi na istočnoj obali Baltičkog mora: Estonija, Latvija i Litva.
Pojam se ne koristi u smislu kulturnog područja, nacionalnog identiteta ili jezika jer stanovnici Litve i Latvije većinom pripadaju baltičkim naroima (baltičko-slavenski jezici), a stanovnici Estonije baltofinskim narodima (ugro-finska jezična skupina). Države ne čine službenu uniju, ali zajedno su uključene u međuvladinu i parlamentarnu suradnju. Najvažnije su oblasti suradnje triju zemalja vanjska i sigurnosna politika, obrana, energija i promet.
Sve tri zemlje članice su Organizacije Sjevernoatlantskog saveza (NATO), eurozone, Organizacije za ekonomsku suradnju i razvoj (OECD) i Europske unije. Svjetska banka sve je tri države klasificirala kao gospodarstva s visokim prihodima, a održavaju i vrlo visok ljudski razvojni indeks.

## Stanovništvo
Na području baltičkih država živi oko 6 milijuna stanovnika, različitih narodnih skupina.
Najbrojniji su narodi baltičkog i ugro-finskog porijekla, od čega iz baltičke grupe (66,8 %) a poslije njih slijede narodi ugro-finske grupe (33,2 %). U svim baltičkim državama postoji značajan broj slavenskih naroda (najviše Rusa).

## Popis država
Baltičke države čine: 
| Država   | Površina (km²) | Stanovništvo (Stanje: SIJ 2019.) | Gustoća (Stan./km²) | Glavni grad |
| -------- | -------------- | -------------------------------- | ------------------- | ----------- |
| Estonija | 045.339        | 1.323.824                        | 29                  | Tallinn     |
| Latvija  | 064.589        | 1.934.379                        | 30                  | Riga        |
| Litva    | 065.300        | 2.794.000                        | 43                  | Vilnius     |
| Ukupno   | 175.228        | ~6.052.203                       | 35                  | —           |

## Povijest
20. stoljeće
- 1918. – Baltičke države proglašavaju neovisnost od Ruskog Carstva[2]
- 1939. – Pakt Ribbentrop-Molotov; potpadaju pod sovjetsku interesnu sferu, a zatim postaju republike SSSR-a
- 1990. – Litva proglašava neovisnost od Sovjetskog Saveza[2]
- 1991. – Ostale baltičke države (Estonija i Latvija) napuštaju Sovjetski Savez

21. stoljeće
- 2004. – Baltičke države postaju članice Europske unije i Sjevernoatlantskog saveza
- 2011. – Estonija postaje članica eurozone
- 2014. – Latvija postaje članica eurozone
- 2015. – Litva postaje članica eurozone

## Vanjske poveznice
- (engl.) Baltic states, članak na Enciklopediji Britannici